# Flavia Maxima Constantia
Flavia Maxima Constantia či jen Constantia (362 – 383) byla západořímská císařovna, první manželka císaře Gratiana. Podle Ammiana Marcellina byla její matka Faustina a otec Constantius II., který zemřel před jejím narozením.

## Život
Mezi strýce Constantie z otcovy strany patřili Crispus, Konstantin II. a Constans. Mezi její tety z otcovy strany byla Constantina, manželka Hannibaliana a Constantia Galla, a další tetou byla Helena, manželka Juliana Apostata. Její prarodiče z otcovy strany byli Konstantin I. Veliký a Fausta.
Constantius II. zemřel 3. listopadu 361 na horečku v Mopsucrene poblíž Tarsu v Kilikii. Mířil na západ, aby čelil vzpouře svého bratrance a švagra Juliana. Na smrtelné posteli Constantius oficiálně uznal Juliana svým dědicem. Když se narodila Constantia, Julian již byl panovníkem ovládající trůn. Císařem byl Julian až do 26. června 363, kdy byl smrtelně zraněn v bitvě u Samarry proti silám Šápúra II. ze Sásánovské říše. Zemřel několik hodin po skončení bitvy. Jeho smrtí se Constantie stala posledním potvrzeným potomkem konstantinovské dynastie.
Constantie se svojí matkou Faustinou byly přítomny, když Procopius obdržel císařské insignie v Konstantinopoli. Svou přítomností u tohoto obřadu měly potvrdit Prokopiovu právoplatnost dědictví konstantinské dynastie, která měla v tehdejší společnosti velkou úctu. Ammianus Marcellinus uvádí, že Procopius „vždy nesl na nosítkách malou dceru Constantii, vnučku velkého Konstantina s její matkou Faustinou, jak v průvodu, tak i při přípravě na bitvu, čímž motivoval vojáky, aby bojovali rozhodněji za císařskou rodinu, s níž, jak jim řekl, byl sám spojen.“
Ve čtyřech letech se Constantia stala nástrojem dalšího boje o trůn. Dne 27. května 366 byl Procopius popraven, přičemž o Constantině matce Faustině se dochované zdroje již nezmiňují, ale Constantia tento převrat přežila.
V roce 374 bylo Constantii dvanáct let a dosahovala věku vhodného pro vdávání. Byla poslána na západ, kde se měla provdat za Gratiana, kterému bylo asi čtrnáct let a byl nejstarším synem a spoluvládcem Valentiniana I. Poblíž Sirmia byla Constantie a její doprovod napadena Kvády a Sarmaty, kteří po neúspěšném jednání v Brigetiu pronikli na jih přes Dunaje a pustošili Panonii. Constantie téměř padla do zajetí, ale nakonec se ji podařilo uniknout do Sirmia. Dne 27. června 374 při zasvěcení lázeňského komplexu v Kalábrii je Constantia vedle své nevlastní matky Justiny, poprvé zmíněna jako císařovna.
V roce 380 Jan Zlatoústý byl posledním, který zmínil Constantii jako živou. Další dochovaný zdroj, Chronicon Paschale uvádí 31. srpen 383, dnem kdy její ostatky byly dopraveny do Konstantinopole. Musela zemřít v první polovině roku 383, ale přesné datum a příčina její smrti nejsou známy. V době smrti jí bylo asi 21 roků. Gratianus se po její smrti oženil s  Laetou, ale vzápětí byl 25. srpna 383 zavražděn. Chronicon Paschale uvádí datum jejího pohřbu 1. prosince 383.